# Analitička teorija brojeva
U matematici, analitička teorija brojeva je grana teorije brojeva koja koristi metode matematičke analize za rešavanje problema na celim brojevima. Često se kaže da je započeta sa Dirihleovim radom iz 1837. godine kojim je uveo Dirihleovu L-funkciju kako bi se dobio prvi dokaz Dirihleove teoreme o aritmetičkim progresijama. Analitička teorija brojeva je poznato po rezultatima na prostim brojevima (koji uključuju teoremu prostih brojeva i Rimanovu zeta funkciju) i aditivnoj teoriji brojeva (kao što je Goldbahova hipoteza i Varingov problem).

## Grane analitičke teorije brojeva
Analitička teorija brojeva se može podeliti na dva glavna dela, podeljena više prema vrsti problema koje pokušava da reši, nego po fundamentalnim razlikama u tehnici.
- Multiplikativna teorija brojeva se bavi raspodelom prostih brojeva, kao što je procena broja prostih brojeva u datom intervalu. Ona obuhvata teoremu prostih brojeva i Dirihleovu teoremu prostih brojeva u aritmetičkim progresijama.
- Aditivna teorija brojeva se bavi aditivnom strukturom celih brojeva, kao što je Goldbahova hipoteza prema kojoj je svaki parni broj veći od 2 zbir dva prosta broja. Jedan od glavnih rezultata teorije aditivnih brojeva je rešenje Varingovog problema.

## Istorija

### Prekurzori
Veliki deo analitičke teorije brojeva je bio inspirisan teoremom prostih brojeva. Neka je π(x) funkcija raspodele prostih brojeva, koja daje broj prostih brojeva manji ili jednak sa x, za bilo koji realni broj x. Na primer,  π(10) = 4, jer postoje četiri prosta broja (2, 3, 5 i 7) manja ili jednaka od 10. Teorema prostih brojeva navodi da je x / ln(x) dobra aproksimacija za π(x), u smislu da je limes kvocijenta dve funkcije π(x) i x / ln(x) kada se x približava beskonačnosti jednak 1:
{\displaystyle \lim _{x\to \infty }{\frac {\pi (x)}{x/\ln(x)}}=1,}
poznato je kao asimptotski zakon raspodele prostih brojeva.

### Dirihle
Johan Peter Gustav Ležen Dirihle je zaslužan za stvaranje analitičke teorije brojeva, polja u kome je pronašao nekoliko suštinskih rezultata, i u čijem dokazivanju je uveo neke fundamentalne alate, mnogi od kojih su kasnije dobili ime po njemu. Godine 1837, on je objavio Dirihleovu teoremu o aritmetičkim progresijama, koristeći koncepte matematičke analize pri rešavanju algebarskog problema i tako je stvorio disciplinu analitičke teorije brojeva. Dokazujući teoremu, on je uveo Dirihleove karaktere i L-funkcije. Godine 1841, on je generalizovao svoju aritmetičku teoremu progresije od celih brojeva do prstena Gausovih celih brojeva {\displaystyle \mathbb {Z} [i]}.

## Literatura
- Apostol, Tom M. (1976), Introduction to analytic number theory, Undergraduate Texts in Mathematics, New York-Heidelberg: Springer-Verlag, ISBN 978-0-387-90163-3, MR 0434929, Zbl 0335.10001
- Davenport, Harold (2000), Multiplicative number theory, Graduate Texts in Mathematics, 74 (3rd revised изд.), New York: Springer-Verlag, ISBN 978-0-387-95097-6, MR 1790423
- Tenenbaum, Gérald (1995), Introduction to Analytic and Probabilistic Number Theory, Cambridge studies in advanced mathematics, 46, Cambridge University Press, ISBN 0-521-41261-7
- Ayoub, Introduction to the Analytic Theory of Numbers
- H. L. Montgomery and R. C. Vaughan, Multiplicative Number Theory I : Classical Theory
- H. Iwaniec and E. Kowalski, Analytic Number Theory.
- D. J. Newman, Analytic number theory, Springer, 1998
- Titchmarsh, Edward Charles (1986), The Theory of the Riemann Zeta Function (2nd изд.), Oxford University Press
- H. Halberstam and H. E. Richert, Sieve Methods
- R. C. Vaughan, The Hardy–Littlewood method, 2nd. edn.
- Henry Mann (1976). Addition Theorems: The Addition Theorems of Group Theory and Number Theory (Corrected reprint of 1965 Wiley изд.). Huntington, New York: Robert E. Krieger Publishing Company. ISBN 0-88275-418-1.
- Nathanson, Melvyn B. (1996). Additive Number Theory: The Classical Bases. Graduate Texts in Mathematics. 164. Springer-Verlag. ISBN 0-387-94656-X. Zbl 0859.11002.
- Nathanson, Melvyn B. (1996). Additive Number Theory: Inverse Problems and the Geometry of Sumsets. Graduate Texts in Mathematics. 165. Springer-Verlag. ISBN 0-387-94655-1. Zbl 0859.11003.
- Tao, Terence; Vu, Van (2006). Additive Combinatorics. Cambridge Studies in Advanced Mathematics. 105. Cambridge University Press.
- Mordell, L. J. (1969). Diophantine equations. Pure and Applied Mathematics. 30. Academic Press. ISBN 0-12-506250-8. Zbl 0188.34503.
- Schmidt, Wolfgang M. (1991). Diophantine approximations and Diophantine equations. Lecture Notes in Mathematics. 1467. Berlin: Springer-Verlag. ISBN 3-540-54058-X. Zbl 0754.11020.
- Shorey, T. N.; Tijdeman, R. (1986). Exponential Diophantine equations. Cambridge Tracts in Mathematics. 87. Cambridge University Press. ISBN 0-521-26826-5. Zbl 0606.10011.
- Smart, Nigel P. (1998). The algorithmic resolution of Diophantine equations. London Mathematical Society Student Texts. 41. Cambridge University Press. ISBN 0-521-64156-X. Zbl 0907.11001.
- Stillwell, John (2004). Mathematics and its History (Second изд.). Springer Science + Business Media Inc. ISBN 0-387-95336-1.
- Bashmakova, Izabella G. "Diophante et Fermat," Revue d'Histoire des Sciences 19 (1966), pp. 289-306
- Bashmakova, Izabella G. Diophantus and Diophantine Equations. Moscow: Nauka 1972 [in Russian]. German translation: Diophant und diophantische Gleichungen. Birkhauser, Basel/ Stuttgart, 1974. English translation: Diophantus and Diophantine Equations. Translated by Abe Shenitzer with the editorial assistance of Hardy Grant and updated by Joseph Silverman. The Dolciani Mathematical Expositions, 20. Mathematical Association of America, Washington, DC. 1997.
- Bashmakova, Izabella G. “Arithmetic of Algebraic Curves from Diophantus to Poincaré” Historia Mathematica 8 (1981), 393-416.
- Bashmakova, Izabella G., Slavutin, E.I. History of Diophantine Analysis from Diophantus to Fermat. Moscow: Nauka 1984 [in Russian].
- Bashmakova, Izabella G. “Diophantine Equations and the Evolution of Algebra,” American Mathematical Society Translations 147 (2), 1990, pp. 85-100. Translated by A. Shenitzer and H. Grant.
- Dickson, Leonard Eugene (2005) [1920]. History of the Theory of Numbers. Volume II: Diophantine analysis. Mineola, NY: Dover Publications. ISBN 978-0-486-44233-4. MR 0245500. Zbl 1214.11002.
- Rashed, Roshdi, Houzel, Christian. Les Arithmétiques de Diophante : Lecture historique et mathématique, Berlin, New York : Walter de Gruyter, 2013.
- Rashed, Roshdi, Histoire de l’analyse diophantienne classique : D’Abū Kāmil à Fermat, Berlin, New York : Walter de Gruyter.
- Apostol, T. M. (2010), „Zeta and Related Functions”,  Ур.: Olver, Frank W. J.; Lozier, Daniel M.; Boisvert, Ronald F.; Clark, Charles W., NIST Handbook of Mathematical Functions, Cambridge University Press, ISBN 978-0-521-19225-5, MR 2723248.
- Borwein, Jonathan; Bradley, David M.; Crandall, Richard (2000). „Computational Strategies for the Riemann Zeta Function” (PDF). J. Comp. App. Math. 121 (1–2): 247—296. Bibcode:2000JCoAM.121..247B. doi:10.1016/S0377-0427(00)00336-8. Архивирано из оригинала (PDF) 25. 09. 2006. г. Приступљено 02. 03. 2020.
- Cvijović, Djurdje; Klinowski, Jacek (2002). „Integral Representations of the Riemann Zeta Function for Odd-Integer Arguments”. J. Comp. App. Math. 142 (2): 435—439. Bibcode:2002JCoAM.142..435C. MR 1906742. doi:10.1016/S0377-0427(02)00358-8.
- Cvijović, Djurdje; Klinowski, Jacek (1997). „Continued-fraction expansions for the Riemann zeta function and polylogarithms”. Proc. Amer. Math. Soc. 125 (9): 2543—2550. doi:10.1090/S0002-9939-97-04102-6.
- Edwards, H. M. (1974). Riemann's Zeta Function. Academic Press. ISBN 0-486-41740-9. Has an English translation of Riemann's paper.
- Hadamard, Jacques (1896). „Sur la distribution des zéros de la fonction ζ(s) et ses conséquences arithmétiques”. Bulletin de la Société Mathématique de France. 14: 199—220. doi:10.24033/bsmf.545.
- Hardy, G. H. (1949). Divergent Series. Clarendon Press, Oxford.
- Hasse, Helmut (1930). „Ein Summierungsverfahren für die Riemannsche ζ-Reihe”. Math. Z. 32: 458—464. MR 1545177. doi:10.1007/BF01194645.
- Ivic, A. (1985). The Riemann Zeta Function. John Wiley & Sons. ISBN 0-471-80634-X.
- Motohashi (1997). Spectral Theory of the Riemann Zeta-Function. Cambridge University Press. ISBN 0521445205. Непознати параметар |= игнорисан (помоћ)
- Karatsuba, A. A.; Voronin, S. M. (1992). The Riemann Zeta-Function. Berlin: W. de Gruyter.
- Mező, István; Dil, Ayhan (2010). „Hyperharmonic series involving Hurwitz zeta function”. Journal of Number Theory. 130 (2): 360—369. MR 2564902. doi:10.1016/j.jnt.2009.08.005.
- Montgomery, Hugh L.; Vaughan, Robert C. (2007). Multiplicative number theory. I. Classical theory. Cambridge tracts in advanced mathematics. 97. Cambridge University Press. Ch. 10. ISBN 978-0-521-84903-6.
- Newman, Donald J. (1998). Analytic number theory. Graduate Texts in Mathematics. 177. Springer-Verlag. Ch. 6. ISBN 0-387-98308-2.
- Raoh, Guo (1996). „The Distribution of the Logarithmic Derivative of the Riemann Zeta Function”. Proceedings of the London Mathematical Society. s3–72: 1—27. arXiv:1308.3597 . doi:10.1112/plms/s3-72.1.1.
- Riemann, Bernhard (1859). „Über die Anzahl der Primzahlen unter einer gegebenen Grösse”. Monatsberichte der Berliner Akademie.. In Gesammelte Werke, Teubner, Leipzig (1892), Reprinted by Dover, New York (1953).
- Sondow, Jonathan (1994). „Analytic continuation of Riemann's zeta function and values at negative integers via Euler's transformation of series” (PDF). Proc. Amer. Math. Soc. 120 (2): 421—424. doi:10.1090/S0002-9939-1994-1172954-7.
- Titchmarsh, E. C. (1986).  Heath-Brown, ур. The Theory of the Riemann Zeta Function (2nd rev. изд.). Oxford University Press.
- Whittaker, E. T.; Watson, G. N. (1927). A Course in Modern Analysis (4th изд.). Cambridge University Press. Ch. 13.
- Zhao, Jianqiang (1999). „Analytic continuation of multiple zeta functions”. Proc. Amer. Math. Soc. 128 (5): 1275—1283. MR 1670846. doi:10.1090/S0002-9939-99-05398-8.

## Spoljašnje veze
- Hazewinkel Michiel, ур. (2001). „Additive number theory”. Encyclopaedia of Mathematics. Springer.  978-1556080104.
- Weisstein, Eric W. „Additive Number Theory”. MathWorld.